# Gavin-Piedmont-Gletscher
Der Gavin-Piedmont-Gletscher ist ein 24 km langer und zwischen 5 und 10 km breiter Vorlandgletscher im Norden des Grahamlands auf der Antarktischen Halbinsel. Er reicht an der Nordküste der Trinity-Halbinsel von der Charcot-Bucht bis zum Russell-West-Gletscher.
Der Falkland Islands Dependencies Survey kartierte ihn anhand von Vermessungen, die er zwischen 1960 und 1961 durchgeführt hatte. Das UK Antarctic Place-Names Committee benannte den Gletscher am 12. Februar 1964 nach dem britischen Piloten Christopher Brathwaite Gavin-Robinson (1911–1993), Teilnehmer der Falkland Islands and Dependencies Aerial Survey Expedition (1956–1957).